# Castelani
Die Castelani oder Castellani (altgriechisch Καστελλανοί Kastellanoi) waren in der Antike ein iberisches Volk der Hispania Tarraconensis, das am Fuß der Pyrenäen lebte.
Es handelt sich vermutlich nicht um den iberischen Namen der Völkerschaft, sondern um einen von den Römern verwendeten Namen, der sich von dem römischen Kastell (lat. castellum) von Emporiae ableitet.
Ihre Hauptorte waren:
- Sebendunum (Σεβένδουνον)
- Beseda (Βέσηδα), heute Sant Joan de les Abadesses
- Egosa (Ἐγῶσα)
- Basi (Βάσι)